# فهرست نمایندگان لارستان در مجلس شورای ملی
اسامی نمایندگان لارستان در مجلس شورای ملی بر اساس دورهٔ انتخاب به شرح زیر است:

## فهرست نمایندگان

### دورهٔ اول
علی لاری

### دورهٔ دوم
بدون نماینده

### دورهٔ سوم
بدون نماینده

### دورهٔ چهارم
محمدحسین سعادت

### دورهٔ پنجم
علی‌اکبر داور

### دورهٔ ششم
علی‌اکبر داور

### دورهٔ هفتم
بدون نماینده

### دورهٔ هشتم
بدون نماینده

### دورهٔ نهم
محمد شیخ

### دورهٔ دهم
محمدجواد آزادی

### دورهٔ یازدهم
محمدجواد آزادی

### دورهٔ دوازدهم
محمدجواد آزادی

### دورهٔ سیزدهم
محمدجواد آزادی

### دورهٔ چهاردهم
محمدجواد آزادی

### دورهٔ پانزدهم
عبدالرحمان فرامرزی

### دورهٔ شانزدهم
عبدالرحمان فرامرزی

### دورهٔ هفدهم
بدون نماینده

### دورهٔ هجدهم
منوچهر مهندس ایرانی

### دورهٔ نوزدهم
بدون نماینده

### دورهٔ بیستم
کاظم پزشکی

### دورهٔ بیست‌ویکم
حسین خطیبی

### دورهٔ بیست‌ودوم
محمدعلی پوربابایی

### دورهٔ بیست‌وسوم
محمدعلی پوربابایی

### دورهٔ بیست‌وچهارم
محمدصادق افتخار